# Distretto rurale di Glanford Brigg

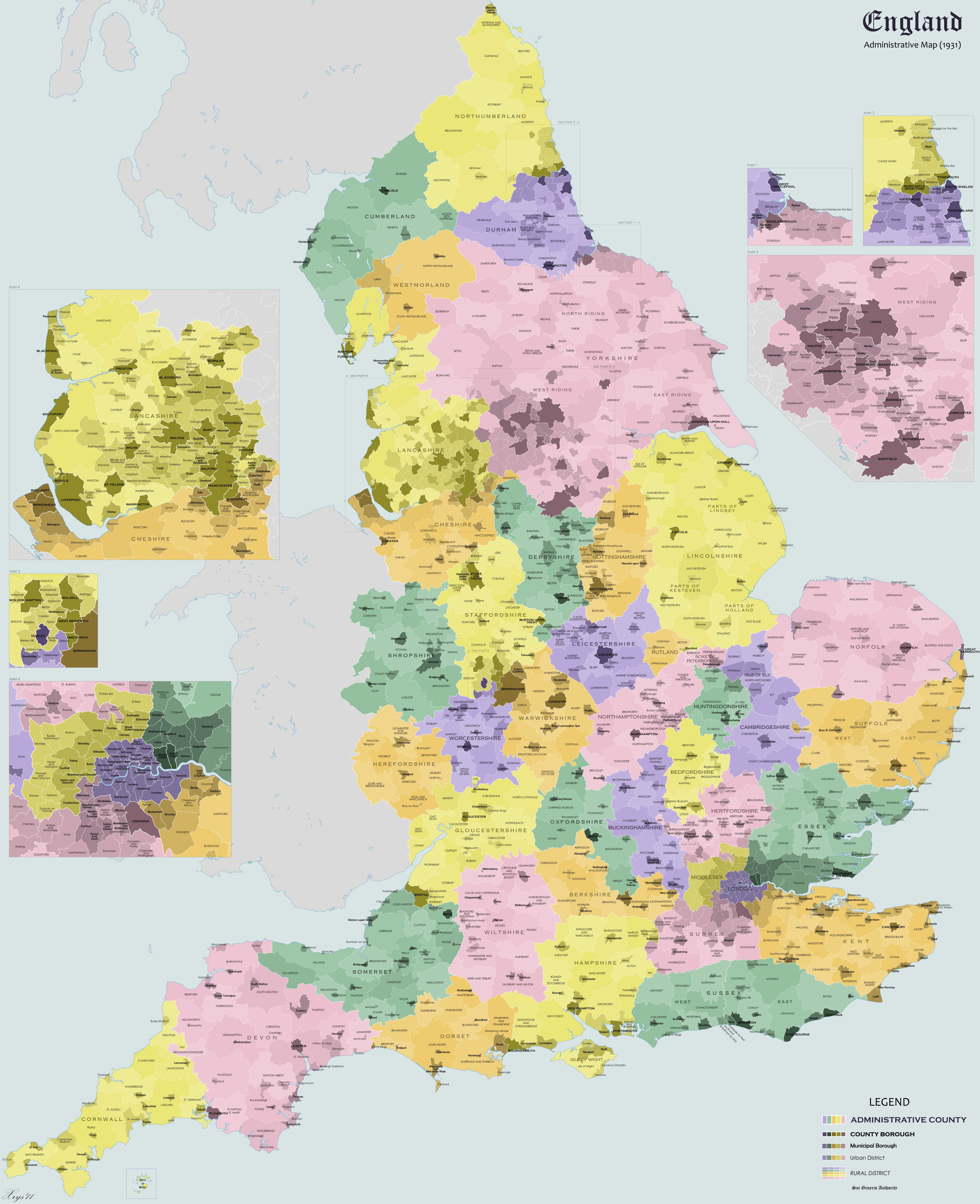
Mappa amministrativa dell'Inghilterra del 1931

Il distretto rurale di Glanford Brigg era un distretto rurale nel Lincolnshire, parte di Lindsey dal 1894 al 1974.
Era stato formato sotto il Local Government Act 1894 dal distretto sanitario rurale di Glanford Brigg. Circondava completamente la città di Scunthorpe.
È stato leggermente ampliato in quanto diversi distretti urbani sono stati aboliti e incorporati in esso. Ha assorbito Broughton nel 1923 e seccessivamente Roxby cum Risby e Winterton nel 1936 (con il Local Government Act 1929).
Nel 1974 il distretto fu abolito, essendo combinato con il distretto urbano di Brigg e il distretto urbano di Barton upon Humber per formare il nuovo distretto di Glanford.